# Йовиан
Флавий Клавдий Йовиан (на латински: Flavius Claudius Iovianus) е римски император в периода 363 - 364 година, около 8 месеца.
Родом е от Сингидунум (дн. Белград), по това време на територията на провинция Дакия Рипензис, през 331 г.
Йовиан е командир на императорската гвардия, при управлението на император Юлиан Апостат, който приема титлата август, след като Юлиан е смъртоносно ранен в битка срещу персите и умира на 26 юни 363 година, а предишният претендент на военачалниците му, префекът Флавий Салустий отказва да поеме властта. Юлиан умира бездетен и е последният представител на династията на Константин.
По характер Йовиан е описван от летописеца Амиан Марцелин, като умствено ограничен, лекомислен чревоугодник и пияница, без сериозен интерес към управлението на империята. Става известен като много слабоволев, необразован и ленив човек, но има доверието на предшественика си и в общи линии е популярен владетел сред войската и населението. Привърженик е на православното християнство.
Популярността му спада заради действията му във връзка с капитулацията му пред персите, оценявани не само като унизителни, но и като по-скоро ненужни - Юлиан е водил дотогава войските общо взето победоносно и планираното от него изтегляне от страната (след като не успява да превземе столицата Ктезифон) би могло да стане и при много по-изгодни условия. Йовиан предпочита да откупи възможността да върне войската през река Тигър с цената на позорен (що се отнася до условията, но все пак сключен с идеята да бъде траен - за 30 години) мир: отказ от римските интереси си във Велика Армения и отстъпване на териториите на Византия в Северна Месопотамия.
Заздравява донякъде позициите си, като радикално променя религиозната политика, спрямо тази на Юлиан си и възприема про-християнски курс, забранявайки езическите церемонии. Издава едикт, обявяващ почитането на нехристиянски култове за престъпление. Поощрени от това, фанатизирани християни извършват погроми над тях, особено в градовете на Изток, където са опожарени храмове и библиотеки.
Умира в началото на 364 г. в Дадастана, Галатия, при неясни обстоятелства (вероятно отравяне с храна, повръщане насън или задушаване с въглероден оксид от дървесна пепел), на път към Константинопол, където пристига само погребалната урна с прахта му.